# Gruppo cosmonauti Voschod 1
Il Gruppo cosmonauti  Voschod 1 è un gruppo di sette cosmonauti selezionati il 26 maggio 1964 dal GCTC per volare nella missione Voschod 1.

## Storia
Il gruppo era composto da cinque medici, un pilota collaudatore e un ingegnere militare. L'addestramento base si è svolto tra maggio 1964 e dicembre 1964 (senza Benderov e Poljakov che si sono ritirati prima di completare l'addestramento). Di questi solo Feoktistov, Lazarev e Egorov sono andati nello spazio.

## Cosmonauti
- Vladimir Benderov[1]
- Konstantin Feoktistov[2]

Voschod 1
- Georgij Katys[3]
- Vasilij Lazarev[4]

Sojuz 12
Sojuz 18-1
- Boris Poljakov[5]
- Aleksej Sorokin[6]
- Boris Egorov[7]

Voschod 1